# Lepidochrysops tantalus
Lepidochrysops tantalus is een vlinder uit de familie van de Lycaenidae. De wetenschappelijke naam van de soort is voor het eerst geldig gepubliceerd in 1887 door Trimen.